# Acapulco gold

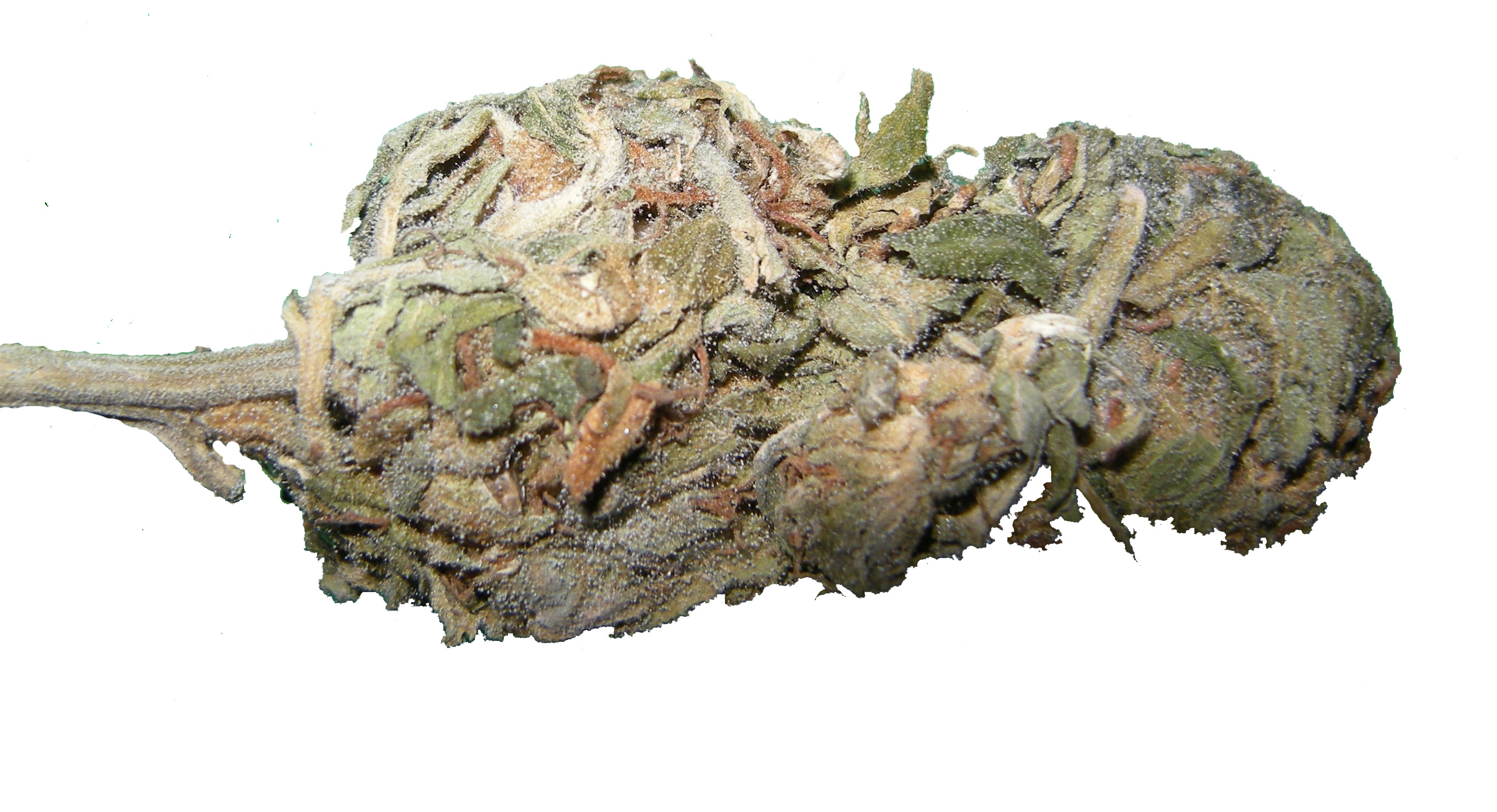
Infiorescenza essiccata di Acapulco gold

Acapulco gold è una varietà di Cannabis sativa originaria della zona sud-ovest di Acapulco, in Messico.